# Bernard Renau d'Eliçagaray
 (novembre 2011).

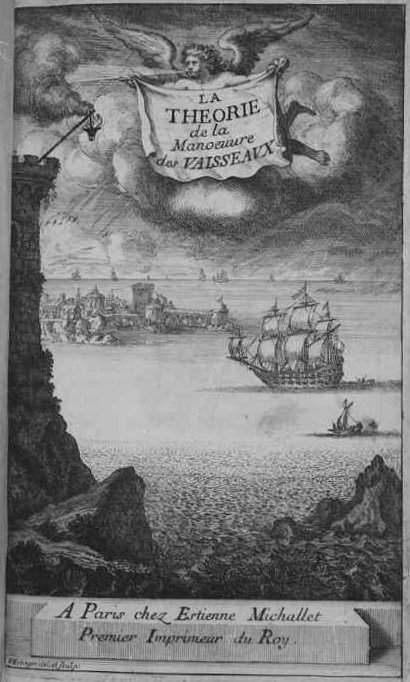
Frontispice de la Théorie de la manœuvre des vaisseaux de Bernard Renau (1689).

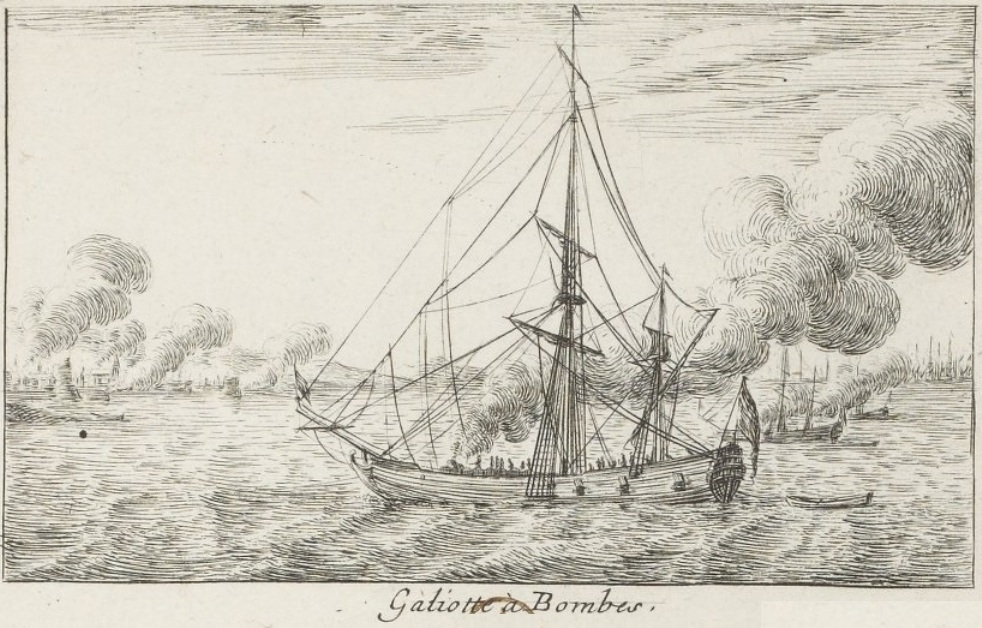
La galiote à bombes, invention de Renau d'Eliçagaray.

Bernard Renau d'Eliçagaray, né le 2 février 1652 à Armendarits et mort le 30 septembre 1719 à Pougues-les-Eaux, est un ingénieur et officier de marine navarrais.

## Biographie
Surnommé « Le petit Renau » à cause de sa petite taille, Bernard Renau d'Eliçagaray est très tôt remarqué par Charles Colbert du Terron, intendant de marine à Rochefort, qui lui fait étudier les mathématiques et l'embauche pour travailler sur les constructions navales.
En 1680 et 1681, Louis XIV, travaillant de plus en plus à perfectionner les constructions de ses vaisseaux, appela à sa Cour ses « Généraux de mer » et les architectes navals les plus experts du royaume. Il voulait les engager à unir leur science et leurs expériences pour découvrir une méthode générale et nouvelle de construction de ses vaisseaux. Leurs entretiens durèrent de trois à quatre mois. Seignelay y assistait et Colbert s'y rendait quand il y avait des décisions à prendre. De leurs discussions sortent deux méthodes, dues l'une au « Grand Duquesne » et l'autre au chevalier Renau. Mais Duquesne, en présence du Roi, reconnut loyalement la supériorité de la méthode de Renau sur la sienne.
Renau avait imaginé une « machine pour tracer les gabarits des vaisseaux », machine qui économisait les bois et réduisait les journées d'ouvriers. À la suite de ces séances d'études, le roi ordonna à Renau d'aller avec Seignelay, Tourville et Duquesne, à Brest, pour faire l'application de ses principes de construction et utiliser sa machine à tracer. Les résultats sont concluants mais son instrument, compliqué à utiliser et basé sur des calculs trop abstraits, n'est pas adopté par les charpentiers de marine.
En 1681, Renau est au Havre puis à Dunkerque pour enseigner pareillement aux maîtres charpentiers l'art de construire les vaisseaux selon sa méthode. C'est à cette époque qu'il imagine un nouveau type de navire : la galiotes à bombes à partir de galiotes hollandaises sur lesquelles il place des batteries de mortiers pour lancer les bombes. Les cinq premières galiotes à bombes sont lancées en 1682 au Havre et à Dunkerque et participèrent avec une très grande efficacité au bombardement d'Alger en août 1682 mené par Duquesne puis à celui de Gênes en 1684.
Employé à terre avec Vauban au début de la guerre de la Ligue d'Augsbourg, il dirige les sièges de Philippsbourg, Mannheim, Frankenthal en 1688. Il revient à la marine en 1689 et est nommé capitaine de vaisseau et inspecteur général de la Marine en mars 1691. Mal vu par Pontchartrain, il suit Louis XIV en 1691 aux sièges de Mons et de Namur, puis est envoyé d'urgence à Saint-Malo pour y réparer les trente vaisseaux avariés échappés au désastre de la Hougue.
Employé ensuite à Brest, il y construit plusieurs bâtiments dont Le Bon avec lequel il prend, le 27 mars 1694, au large des Sorlingues, un indiaman anglais richement chargé. Commandant L'Intrépide en 1699, il passe aux Indes occidentales pour en inspecter et en perfectionner les fortifications. La même année, il est envoyé au Canada pour y organiser des chantiers de construction navale et pourvoir à la sûreté des colonies françaises.
En 1701, au début de la guerre de Succession d'Espagne, il est envoyé en Espagne pour inspecter et réparer les places fortes et la flotte de Philippe V. Il se heurte à l'inertie et à la mauvaise volonté des Espagnols qui provoquèrent le désastre de Vigo 1702. Il parvient néanmoins à sauver des mains des Anglais les galions réfugiés à Vigo. Promu maréchal de camp en 1704, il participe au siège de Gibraltar mais échoue à prendre la place. Par la suite, il est chargé par Philippe V d'Espagne, avec rang de lieutenant général, de la défense de Cadix. Revenu en France en 1715, le Régent le nomme en septembre 1715 conseiller au Conseil de marine, créé dans le cadre de la polysysnodie. Il est nommé lieutenant général des armées navales en mars 1716, et élu membre honoraire de l'Académie des sciences en 1719.

## Publications
Bernard Renau est l'auteur d'une Théorie de la manœuvre des vaisseaux, parue en 1689 et traduit en anglais en 1705, et d'un Mémoire où est démontré un principe de la méchanique des liqueurs dont on s'est servi dans la Théorie de la manœuvre des vaisseaux, et qui a été contesté par M. Hughen, paru vers 1690.
- Théorie de la manœuvre des vaisseaux, chez Estienne Michallet, Paris, 1689, 117 pages, (Lire en ligne)
- Mémoire, où est démontré un principe de la méchanique des liqueurs, dont on s'est servi dans la Théorie de la manœuvre des vaisseaux et qui a été contesté par Hughens, 1689, (Lire en ligne)